# Centro belga del cómic
El Centro belga del cómic o Museo del cómic, es un museo consagrado al cómic belga. Se encuentra en la Rue des sables de Bruselas, en el edificio art nouveau diseñado por Victor Horta en 1906 para albergar los antiguos almacenes Waucquez. En sus cercanías, una estatua monumental de Tomás el Gafe indica la existencia del museo.

## Presentación
Después de una completa restauración del lugar, el Centro belga del cómic abrió sus puertas el 6 de octubre de 1989.
Convertido en un gran museo de vocación internacional, el centro alberga una exposición permanente que repasa la historia del cómic belga de principios del siglo XX a nuestros días, así como distintas exposiciones temporales de autores como Hergé, Franquin, Peyo, Morris, Greg, Hubinon, Roba, Tillieux o Walthéry, y también de estilos o ediciones de cómic. El cómic flamenco ocupa un lugar preferente. El centro posee también la mayor biblioteca de cómics y un centro de documentación accesible al público, de un tamaño tal que no cabe en el edificio Horta. También se organizan encuentros entre los autores y el público, cursos de cómic durante el año escolar y cursillos en vacaciones.

## Galería de fotografías

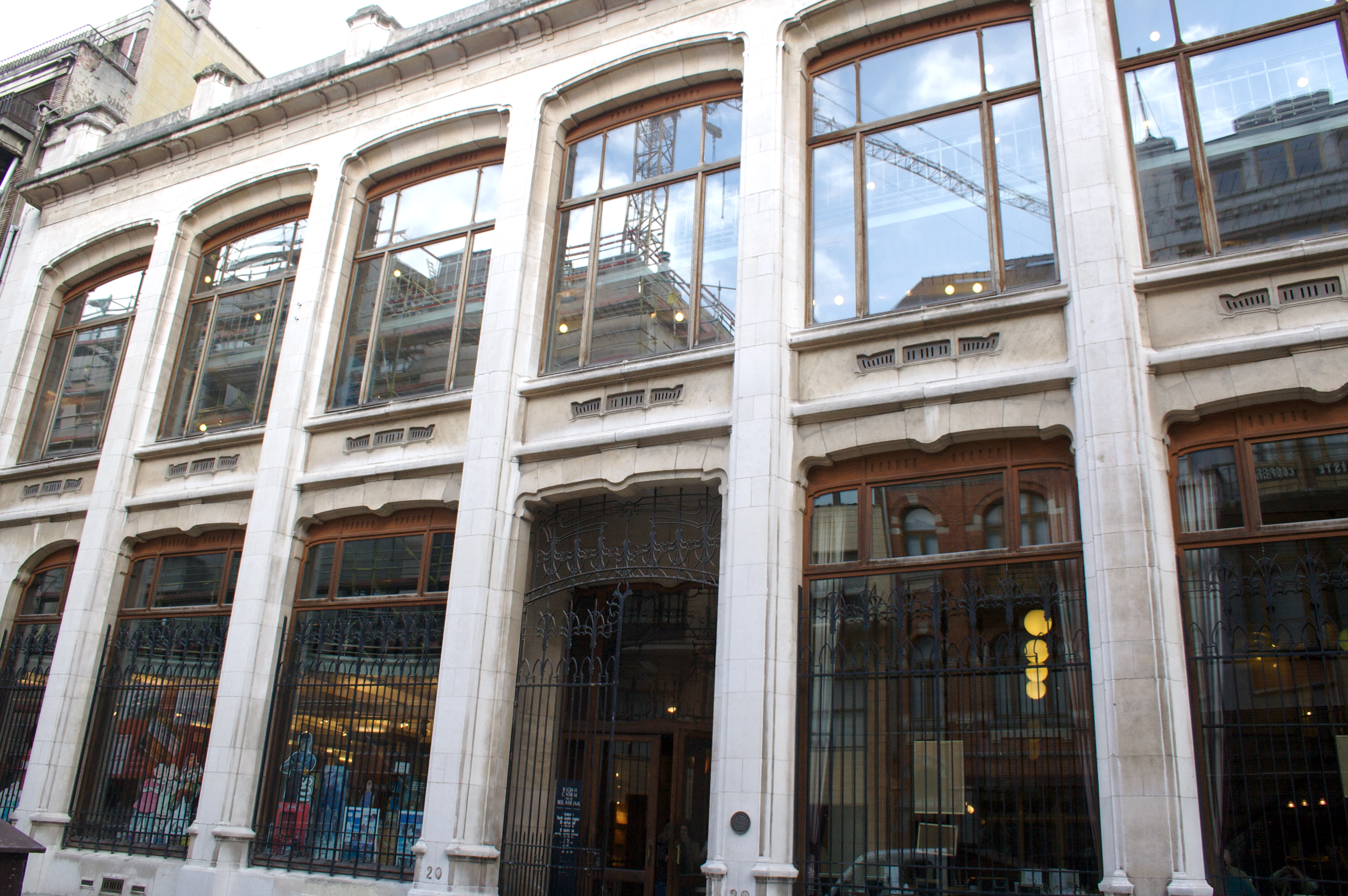
Fachada exterior del museo
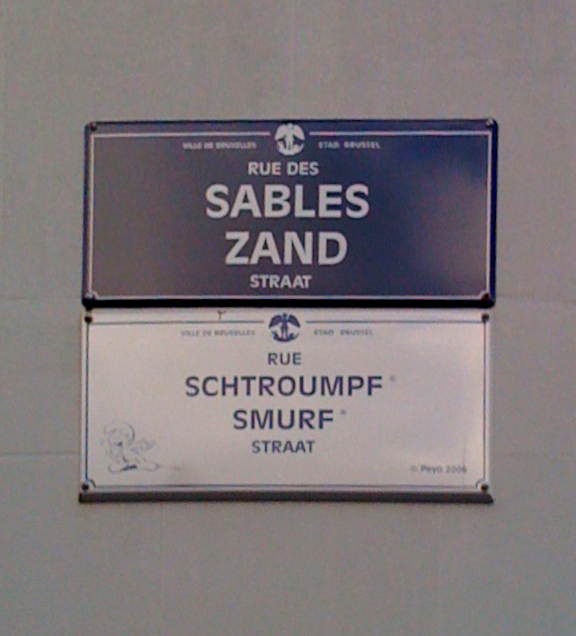
Rótulo: Rue Schtroumpf (Calle Pitufo)
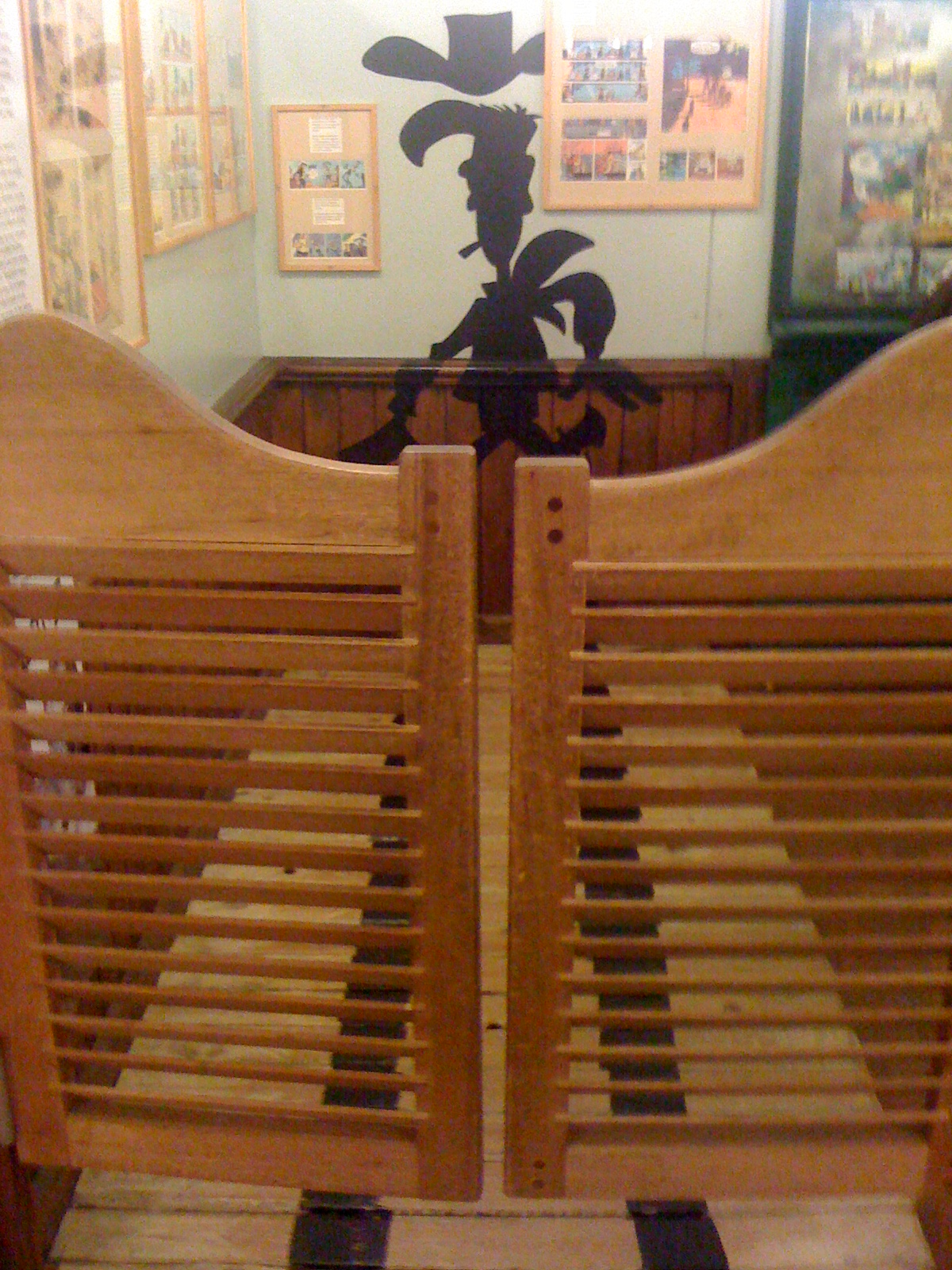
La sombra de Lucky Luke
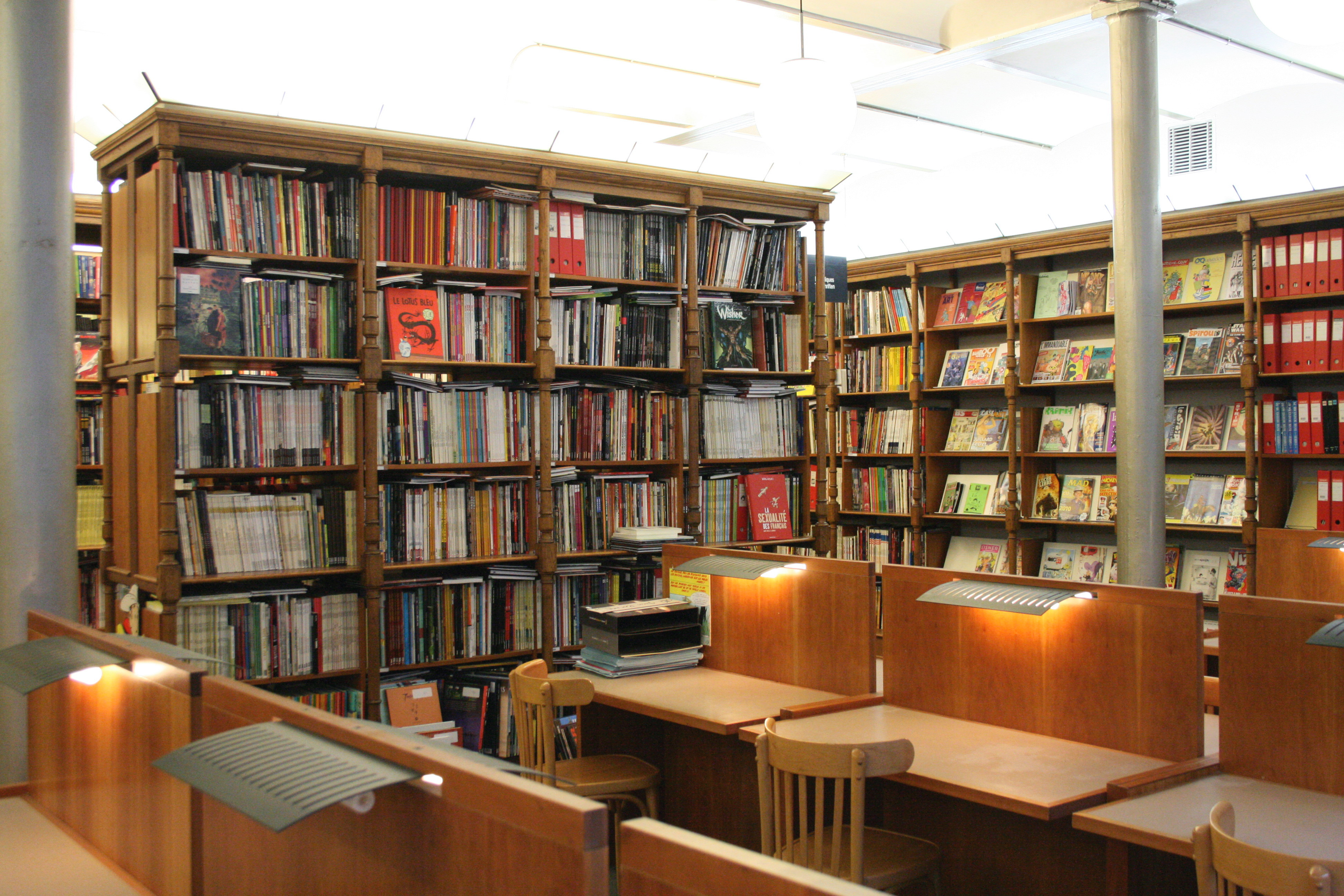
Biblioteca
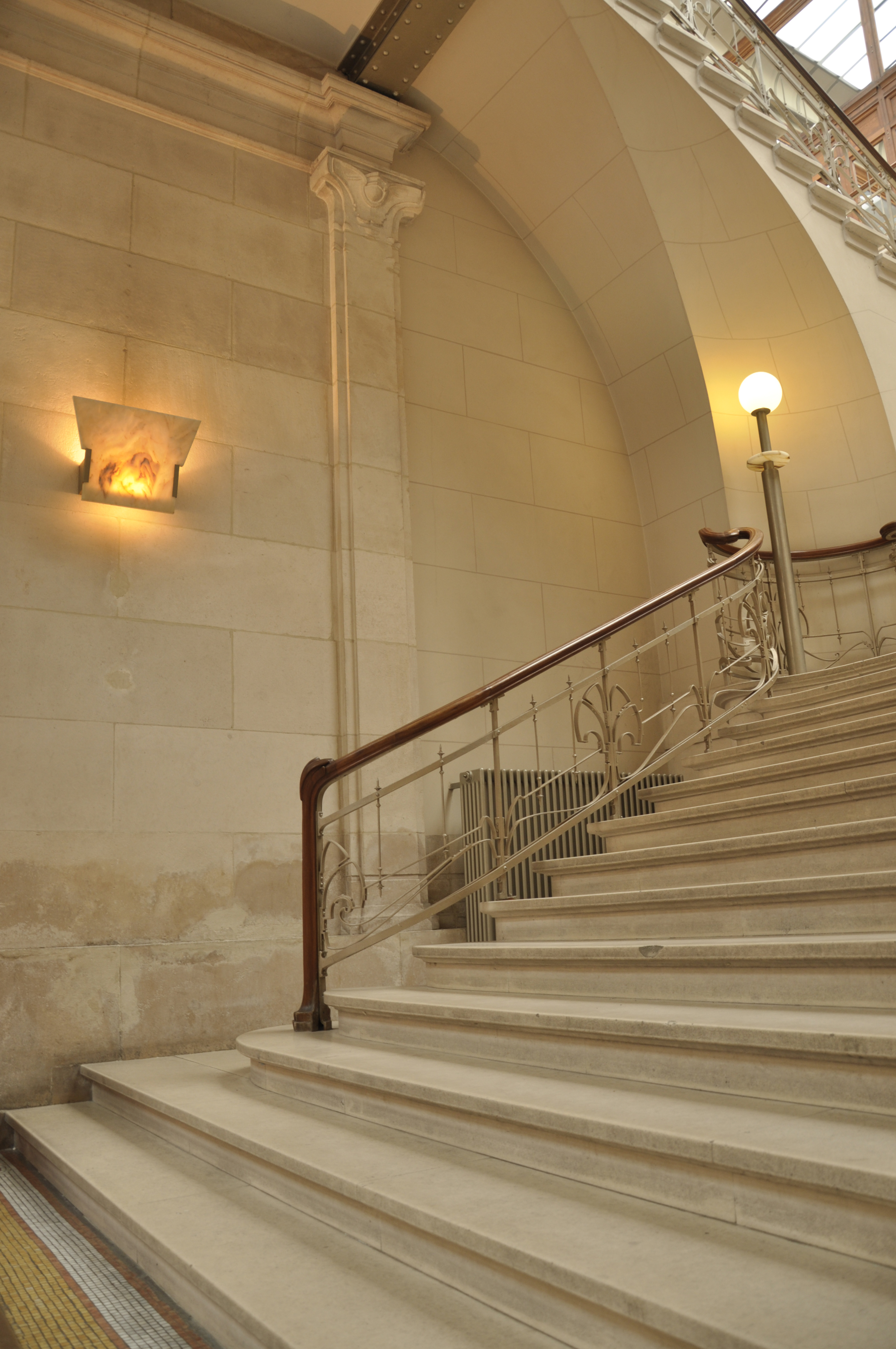
La majestuosa escalinata de entrada
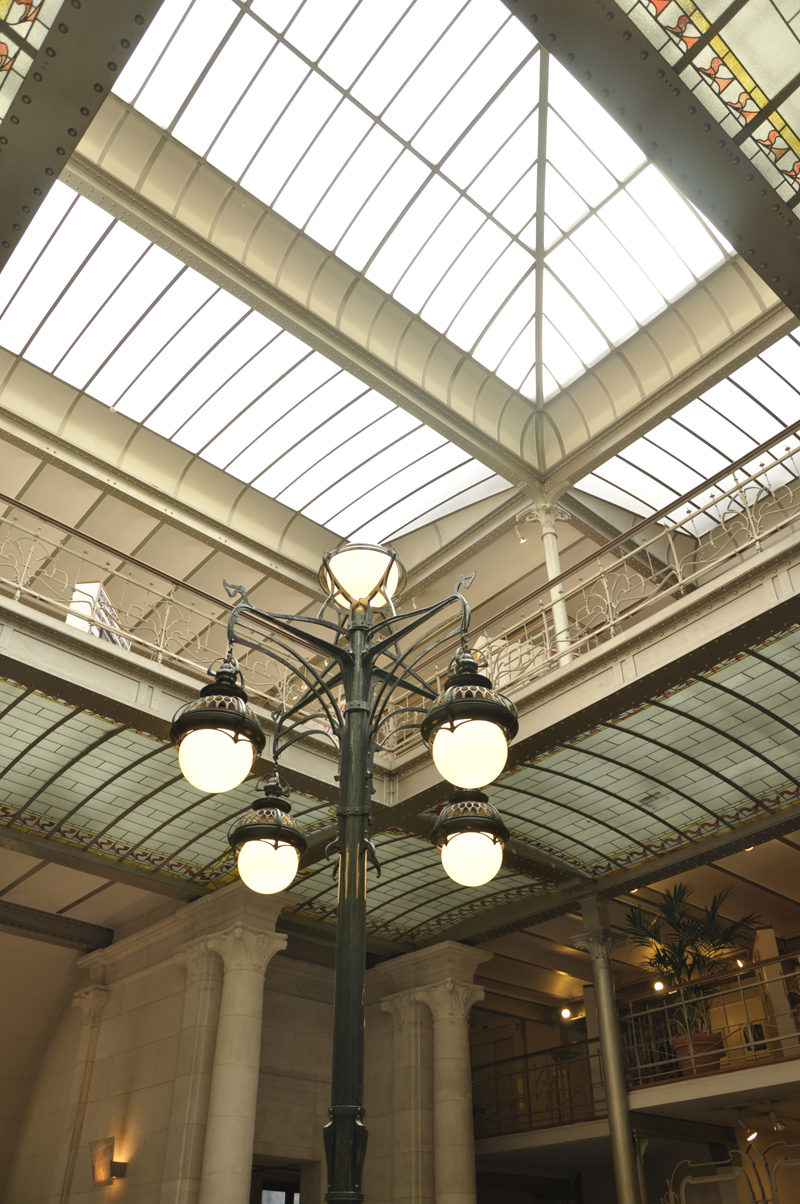
El principio de iluminación por techo de cristal de Horta
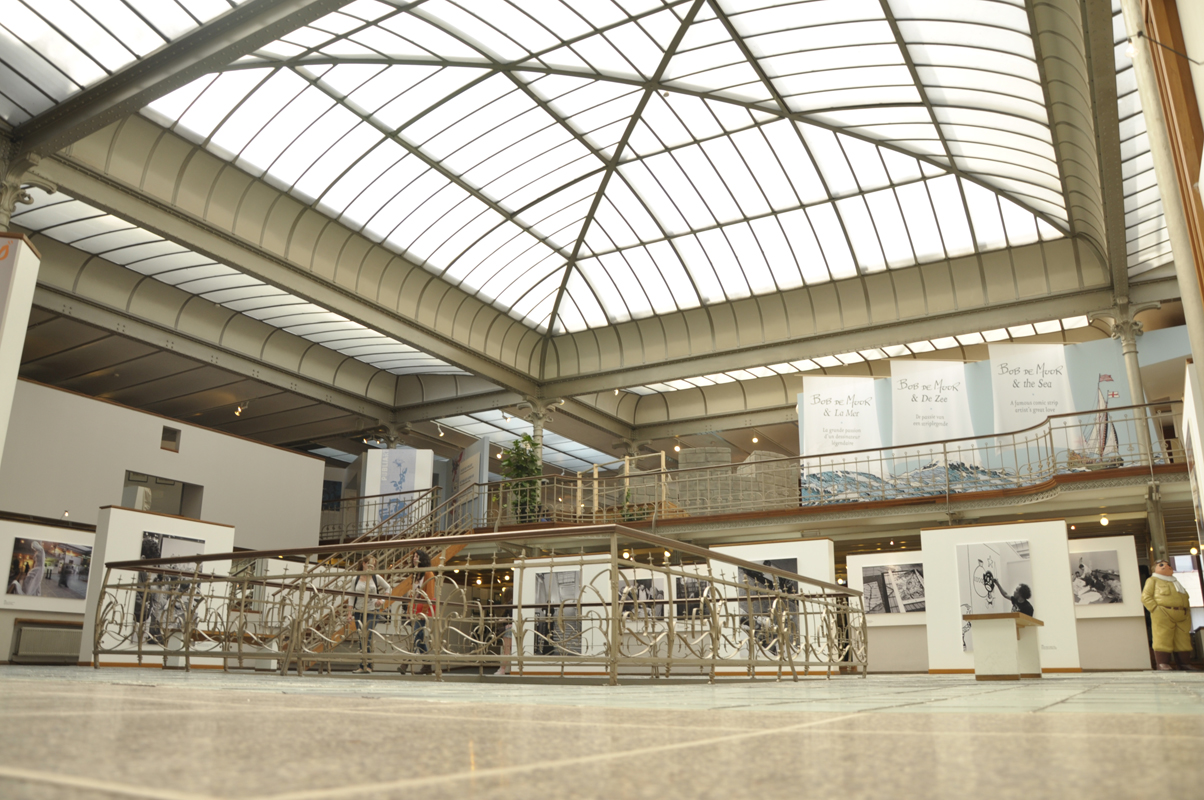
Piso superior
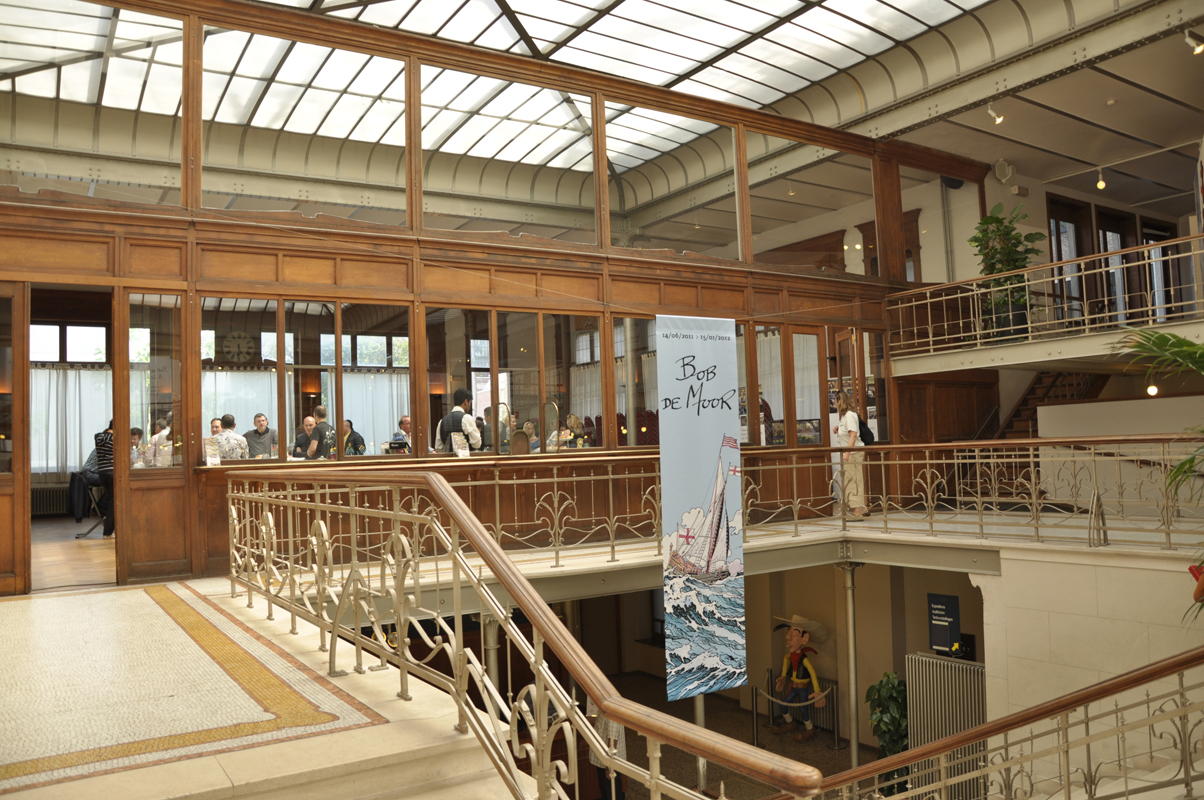
Piso superior
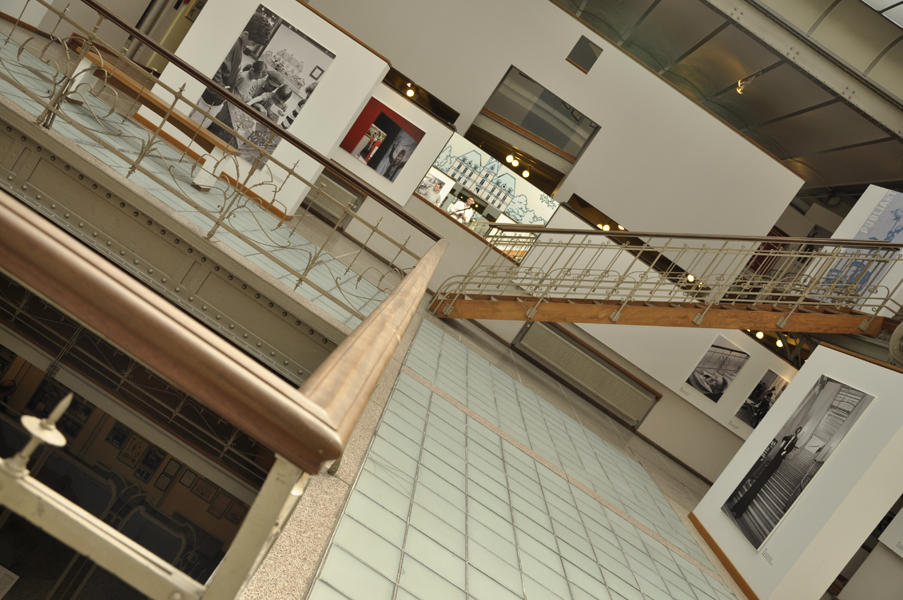
Otra vista del segundo piso
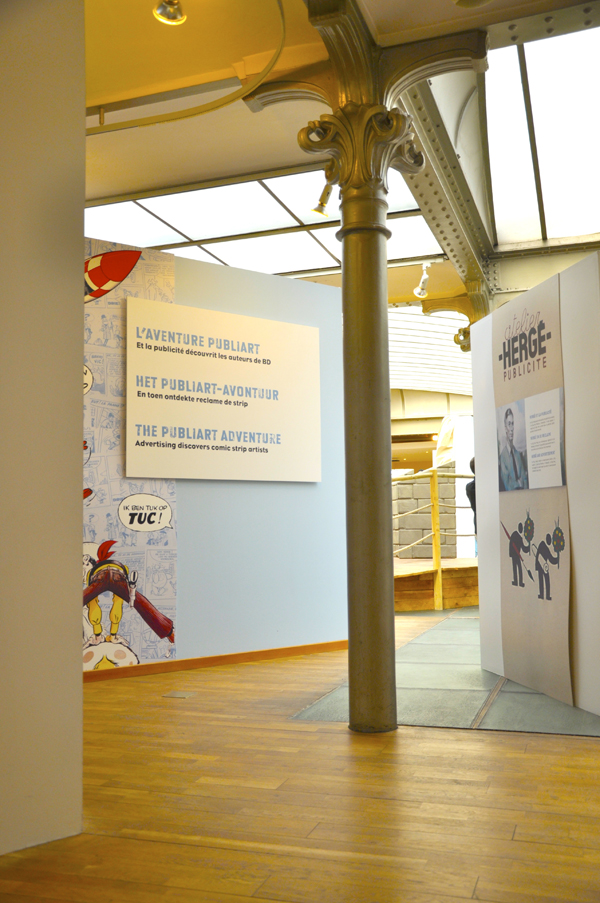
Entrada al espacio «Publiart»